# Cliff Bemis
Cliff Bemis (Amherst (Ohio), 21 mei 1948), geboren als Clifford Oliver Bemis, is een Amerikaanse televisie en theateracteur en zanger.

## Biografie
Bemis groeide op op een melkboerderij in Elyria (Ohio). Op jonge leeftijd leerde hij koemelken, hooien en oogsten. In zijn vierde jaar op de middelbare school verhuisde hij en zijn familie naar Lorain (Ohio) omdat zijn vader het lichamelijk niet meer aankon. Daar startten zij een bedrijf op genaamd Bemis Florist, waar zij bloemen in kassen kweekten. Bemis maakte zijn opleiding af in 1966 op de Clearview High School, waar vijftien familieleden ook hun opleiding hebben genoten.
Bemis was altijd al gecharmeerd van muziek en acteren. Hij leerde al pianospelen op zesjarige leeftijd en begon met zijn acteren op Amherst Workshop Players onder leiding van Valerie Jenkins Gerstenberger. Door deze opleiding besloot hij om een professionele acteur te worden.
Bemis begon als beroepsacteur in theaters terwijl hij nog studeerde aan Baldwin-Wallace College in Berea (Ohio), Ohio. Hij heeft veel soort rollen gespeeld in het theater, zoals musical- en operarollen, en deed commercieel werk zoals jingles inzingen, voice-overs inspreken en het verrichten van camerawerk voor bedrijven. In 1987 speelde hij op het toneel met Robby Benson, met wie hij een vriendschap ontwikkelde, en hij haalde hem over te verhuizen naar Los Angeles om zijn carrière te bespoedigen.
Bemis begon in 1988 met acteren voor tv in de film Hell Comes to Frogtown. Hierna speelde hij rollen in films en televisieseries zoals Mr. Belvedere (1987-1988), Dallas (1989), The Naked Gun 2½: The Smell of Fear (1991), Sisters (1991-1993), Au Pair II (2001) en World Trade Center (2006).
Bemis is ook zeer actief in liefdadigheidswerk, waar hij zeer gepassioneerd over is. Hij is een supporter van de politie en dan voornamelijk van de Highway Patrol in Californië. Toen een politieagent van de Highway Patrol tijdens zijn dienst overleed, maakte hij daar een lied voor: The Badge of the CHP. Bemis is tevens hulpsheriff in Ventura County in Californië. Hij heeft jarenlang elk jaar voor kerstmis het Witte Huis voorzien van kerstversiering. Hij werd hiervoor een paar keer geëerd met een ontmoeting met president George H.W. Bush en president Bill Clinton.

## Filmografie[3]

### Films
Uitgezonderd korte films.
- 2015: Straight Outta Tompkins - als hoofdmeester Toddman
- 2008: Billy: The Early Years – als Dr. Mordecai Ham
- 2007: Nancy Drew – als Chief McGinnis
- 2006: World Trade Center – als politieagent
- 2006: How to Go Out on a Date in Queens – als radio omroeper
- 2004: The Long Shot – als Robert Tillman
- 2001: Au Pair II – als Sam Morgan
- 1998: My Beautiful Me – als Frank Capps
- 1998: The Odd Couple II – als danspartner
- 1996: For My Daughter’s Honor – als Tom Fowler
- 1993: Jack the Bear – als John Marker
- 1993: Men Don't Tell – als Danny
- 1993: Deadly Exposure – als Billy
- 1992: The Distinguished Gentleman – wapen lobbyist
- 1991: The Naked Gun 2½: The Smell of Fear – als vader aan de barbecue
- 1991: The Whereabouts of Jenny – als ??
- 1991: Wildest Dreams – als ??
- 1990: Heat Wave – als Site Foreman
- 1990: Modern Love – als Dirk Martin
- 1989: Pink Cadillac – als Jeff
- 1989: The Ryan White Story – als ??
- 1989: White Hot – als Dwayne
- 1988: The Great Outdoors – eigenaar van de bootwerf
- 1988: Hell Comes to Frogtown – als Leroy

### Televisieseries
Uitgezonderd eenmalige gastrollen.
- 2010: One Life to Love – als Chief Lynch – 2 afl.
- 1998: Reunited – als Gary Beck – 5 afl.
- 1995-1996: Coach – als Doug – 2 afl.
- 1993: The Secrets of Lake Success – als Louie – miniserie
- 1991-1993: Sisters – als Fred Tuttwyler – 3 afl.
- 1988-1990: Newhart – als Paul - 4 afl.
- 1989: Dallas – als mr. Shaughnessy – 3 afl.

### Theater[4]
- The Drowsy Chaperone – Nationale Tournee
- Irving Berlin's White Christmas – Los Angeles / San Francisco
- Mame – The Hollywood Bowl
- Songs from the Tall Grass – Ford's Theatre
- Wonderful Town – Reprise L.A.[5]
- Promises, Promises – Reprise L.A.
- Cinderella Saint Louis
- Do Black Patent Leather Shoes… – Nationale Tournee
- Man of La Mancha - ??
- Sweeney Todd – Cleveland Playhouse
- Tomfoolery – Cleveland Playhouse
- Tintypes – Cleveland Playhouse
- Canterbury Tales – Cleveland Playhouse
- Carmen – Cleveland Opera
- A Funny Thing Happened… – Cleveland Playhouse
- Images – Cleveland Playhouse
- Jacques Brel – Playhouse Square Association
- The Music Man – Berea Summer Theatre[6]
- Story Theatre – Berea Summer Theatre
- 1776 – Berea Summer Theatre
- I Do, I Do – Berea Summer Theatre

## Albums[7]
- Christmas Eve - vocaal
- The Badge of the CHP – vocaal
- Hear My Prayer - Volume I, II en III – instrumentaal
- Irving Berlin's White Christmas – originele cast album